# Christmas Memories
Christmas Memories é o segundo álbum de Natal e vigésimo nono lançamento de estúdio da cantora estadunidense Barbra Streisand. Foi lançado em 30 de outubro de 2001, pela Columbia Records. 
A gravação ocorreu durante julho, agosto e setembro de 2001, em vários estúdios de gravação na Califórnia e em North Vancouver. A produção é de Streisand e Jay Landers, enquanto William Ross e David Foster atuaram como produtores adicionais. As faixas incluem versões de covers de várias canções natalinas. 
Para promovê-lo, a Columbia lançou uma versão de amostra antecipada intitulada A Voice for All Seasons.
A crítica o descreveu como melancólico, e acharam tal característica adequada, pois o lançamento ocorreu logo após os ataques de 11 de setembro. Outros o descreveram como "lindamente renderizado" e "excelente". Em relação a premiações, foi indicado na categoria Melhor Álbum Vocal Pop Tradicional, no Grammy Awards de 2003. 
Comercialmente, entrou nas paradas do Canadá, Reino Unido e nos Estados Unidos, onde alcançou a posição de número quinze na Billboard 200 e foi certificado como platina pela Recording Industry Association of America (RIAA) por vendas superiores a 1 milhão de cópias. A versão cover de "It Must Have Been the Mistletoe" apareceu na parada Adult Contemporary, dos Estados Unidos, alcançando a 28ª posição.

## Antecedentes e produção
Christmas Memories é o segundo álbum de Natal de Barbra Streisand, após A Christmas Album, de 1967. As gravações começaram em 19 de julho de 2001; neste dia, ela gravou "I'll Be Home for Christmas" e "I Remember". As sessões aconteceram na Califórnia e em North Vancouver. Streisand e Jay Landers são creditados como produtores executivos, e os músicos David Foster e William Ross recebem créditos de produção adicionais. De acordo com as notas do encarte, Streisand o dedicou ao falecido artista Stephan Weiss, marido da estilista Donna Karan, que era seu amigo, antes de sua morte em junho de 2001.
O lançamento aconteceu em 30 de outubro de 2001, pela Columbia. Para promoção, foram publicados anúncios em várias revistas americanas, incluindo InStyle, People, Talk e Vanity Fair. Um EP promocional, com cinco das faixas, foi lançado em 2001 e inclui "Grown-Up Christmas List", "It Must Have Been the Mistletoe", "I'll Be Home for Christmas", "Closer", e "One God".

## Musicas e canções
A primeira faixa é "I'll Be Home for Christmas", uma canção de guerra escrita por Kim Gannon, Walter Kent e Buck Ram; William Ruhlmann, do sie AllMusic a considerou como uma "perspectiva madura de Streisand que fala sobre perdas". "A Christmas Love Song" é a segunda faixa e foi escrita por Alan e Marilyn Bergman e Johnny Mandel. O autor Tom Santopietro, descreveu a mensagem da canção como "um abraço às festas de fim de ano, repleto de sentimentos honestos". Uma versão "jazz" de "What Are You Doing New Year's Eve?", de Frank Loesser, é a terceira música, seguida por uma versão reformulada de "I Remember", de Stephen Sondheim, o cover foi descrito como "[ainda] uma música extremamente triste" por Ruhlmann. "Snowbound" foi escrito por Russell Faith e Clarence Kehner, descrita como "moderadamente lenta" e apresenta o uso de um piano. "It Must Have Been the Mistletoe" foi considerada pela equipe da revista Show Music uma das muitas canções que "foca no amor".
"Christmas Lullaby", foi escrita por Ann Hampton Callaway, que já havia colaborado com Streisand em Higher Ground (1997) e A Love Like Ours (1999). Os Bergmans retrabalharam "Christmas Mem'ries" de Don Costa, incluída como a oitava faix, Costa é creditado como o arranjador original, enquanto Eddie Karam é creditado pelo arranjo extra. "Grown-Up Christmas List" foi escrita e produzida por Foster e co-escrita por Linda Thompson, contém uma orquestra que foi arranjada e conduzida por Ross. Santopietro considerou a "Ave Maria" de Franz Schubert uma boa "companheira" para a "Ave Maria" de Charles Gounod, que ela incluiu pela primeira vez em A Christmas Album, de 1967. "Closer" é dedicado ao amigo da cantora Stephan Weiss, que morreu antes do início das gravações. Nas notas do encarte, Streisand escreveu: "Estou cantando 'Closer' sobre Stephan, mas espero que pudesse ser relacionada com qualquer pessoa que [sic] perdeu alguém". A última canção é "One God", escrita por Ervin Drake e Jimmy Shirl; Drake soube que Streisand se interessou em gravar a faixa, depois da colaboração anterior em Higher Ground, quando ela fez um cover de uma faixa dele chamada "I Believe". Nas edições da Target e do iTunes, foi incluída a faixa bônus "God Bless America", produzida por Streisand e Landers.

## Recepção crítica
| Críticas profissionais | Críticas profissionais |
| Avaliações da crítica  | Avaliações da crítica  |
| Fonte                  | Avaliação              |
| ---------------------- | ---------------------- |
| AllMusic               | [ 4 ]                  |
| Slant Magazine         | [ 7 ]                  |

Melinda Newman, da revista Billboard, o descreveu como "uma bela coleção" e "lindamente renderizado"; ela também notou que o perfeccionismo e o detalhismo de Streisand foi capaz de "elevar [...] a qualidade deste projeto muito acima do padrão [de outros álbuns] de Natal". Tom Santopietro, autor de The Importance of Being Barbra, considerou-o o "CD de maior sucesso" de Streisand, desde The Broadway Album (1985). Ele escreveu que as "escolhas de músicas [...] [são] uniformemente excelentes" e afirmou que "I'll Be Home for Christmas", "What Are You Doing New Year's Eve?", e "One God" são as três melhores canções. William Ruhlmann, do site AllMusic, opinou que "[o álbum] pode parecer uma coleção de canções de festas de final de ano bastante sombria" devido ao seu lançamento após os ataques de 11 de setembro, mas no geral descobriu que independente do repertório, o clima "dificilmente poderia ser melhorado", dada a situação . Ele sentiu que isso exemplifica a habilidade de "grandes artistas", como Streisand, de criar e lançar músicas que "tiram a temperatura do tempo com seus trabalhos". Alexa Camp, da revista Slant Magazine, afirmou que Christmas Memories contém "canções atemporais, cortesia de uma profissional consumada"; no entanto, ela considerou as canções "Snowbound" e "Grown-Up Christmas List" chatas.
Streisand foi indicada ao 45º Grammy Awards, na categoria Melhor Álbum Vocal Pop Tradicional. O prêmio foi para Tony Bennett e seu álbum Playin' with My Friends: Bennett Sings the Blues, de 2001.

## Desempenho comercial
A estreia na Billboard 200, ocorreu em 17 de novembro de 2001, na posição de número 32. Durante sua semana de maior venda, vendeu 136.000 cópias e atingiu o número quinze. No total, passou nove semanas na tabela. Ele também liderou a parada de Top Holidays Albums. A Recording Industry Association of America (RIAA), o certificou como disco de platina, em 3 de dezembro de 2001, por vendas superiores a 1 milhão de cópias. De acordo com a Nielsen Soundscan, até junho de 2007, as vendas foram de 1,1 milhão de cópias. No Canadá, alcançou a posição de número 49, na Canadian Albums Chart, compilada pela Nielsen. Na parada de sucessos do Reino Unido, passou uma semana, na qual atingiu a posição de número 137.
"It Must Have Been the Mistletoe" foi distribuído para estações de rádio dos Estados Unidos, durante a temporada de Natal, permitindo-lhe estrear e atingir a posição de número 28 na parada Adult Contemporary, na semana que terminou em 5 de janeiro de 2002.

## Lista de faixas
Créditos adaptados do site AllMusic.
| Christmas Memories – Standard edition |                                      |                                            |                               |         |  |
| N.º                                   | Título                               | Compositor(es)                             | Produtor(es)                  | Duração |  |
| 1.                                    | "I'll Be Home for Christmas"         | Kim Gannon Walter Kent Buck Ram            | Barbra Streisand William Ross | 4:12    |  |
| 2.                                    | "A Christmas Love Song"              | Alan Bergman Marilyn Bergman Johnny Mandel | Streisand                     | 3:57    |  |
| 3.                                    | "What Are You Doing New Year's Eve?" | Frank Loesser                              | Streisand Ross                | 3:54    |  |
| 4.                                    | "I Remember"                         | Stephen Sondheim                           | Streisand Ross                | 4:57    |  |
| 5.                                    | "Snowbound"                          | Russell Faith Clarence Kehner              | Streisand Ross                | 2:59    |  |
| 6.                                    | "It Must Have Been the Mistletoe"    | Douglas Konecky Justin Wilde               | Streisand Ross                | 3:10    |  |
| 7.                                    | "Christmas Lullaby"                  | Ann Hampton Callaway                       | Streisand                     | 3:30    |  |
| 8.                                    | "Christmas Mem'ries"                 | A. Bergman M. Bergman Don Costa            | Streisand                     | 4:45    |  |
| 9.                                    | "Grown-Up Christmas List"            | David Foster Linda Thompson                | Foster                        | 3:29    |  |
| 10.                                   | "Ave Maria"                          | Franz Schubert                             | Streisand Ross                | 4:42    |  |
| 11.                                   | "Closer"                             | Dean Pitchford Tom Snow                    | Streisand Ross                | 3:58    |  |
| 12.                                   | "One God"                            | Ervin Drake Jimmy Shirl                    | Streisand Ross                | 3:39    |  |
| Duração total:                        | Duração total:                       | Duração total:                             | Duração total:                | 47:13   |  |

| Christmas Memories – Target bonus disc and iTunes deluxe edition |                            |                       |         |  |
| N.º                                                              | Título                     | Produtor(es)          | Duração |  |
| 13.                                                              | "God Bless America" (Live) | Streisand Jay Landers | 2:47    |  |
| Duração total:                                                   | Duração total:             | Duração total:        | 50:00   |  |

| A Voice for All Seasons EP – Promotional sampler edition |                                   |         |  |
| N.º                                                      | Título                            | Duração |  |
| 1.                                                       | "Grown-Up Christmas List"         | 3:29    |  |
| 2.                                                       | "It Must Have Been the Mistletoe" | 3:10    |  |
| 3.                                                       | "I'll Be Home for Christmas"      | 4:12    |  |
| 4.                                                       | "Closer"                          | 3:58    |  |
| 5.                                                       | "One God"                         | 3:39    |  |
| Duração total:                                           | Duração total:                    | 18:28   |  |

## Tabelas
| Tabela musical (2001–2002)          | Melhor posição |
| ----------------------------------- | -------------- |
| Canadian Albums Chart (Nielsen)     | 49             |
| UK Albums (OCC)                     | 137            |
| Estados Unidos (Billboard 200)      | 15             |
| Estados Unidos (Top Holiday Albums) | 1              |

| Tabela musical (2002) | Posição |
| --------------------- | ------- |
| US Billboard 200      | 108     |

## Certificações e vendas
| País                  | Certificação | Vendas    |
| --------------------- | ------------ | --------- |
| Estados Unidos (RIAA) | Platina      | 1,100,000 |